# Szlanszko
Szlanszko (macedónul: Сланско) település Észak-Macedóniában, a Délnyugati körzet Makedonszki Brod-i járásában.

## Népesség
| Lakosok száma | 599  | 612  | 579  | 406  | 303  | 245  | 218  | 169  | 96   |
|               | 1948 | 1953 | 1961 | 1971 | 1981 | 1991 | 1994 | 2002 | 2021 |

2002-ben 169 lakosa volt, akik mindannyian macedónok.